# Phloeophila oricola
Phloeophila oricola är en orkidéart som först beskrevs av H.Stenzel, och fick sitt nu gällande namn av Carlyle August Luer. Phloeophila oricola ingår i släktet Phloeophila och familjen orkidéer. Inga underarter finns listade i Catalogue of Life.